# إيفيلين شارب
إيفيلين شارب (بالإنجليزية: Evelyn Sharp)‏ هي طيارة أمريكية، ولدت في 1 أكتوبر 1919 في ميلستون في الولايات المتحدة، وتوفيت في 3 أبريل 1944 في مقاطعة كمبرلاند في الولايات المتحدة.